# Мигалівці
Мигалі́вці — село в Україні, у Барській міській громаді Жмеринського району Вінницької області.

## Історія
1880 року у селі побудували дерев'яну двокупольну церкву.
У січні 1930 року утворилася сільськогосподарська артіль «Перемога», головою колгоспу був Мусій Григорчук.
15 липня 1941 року село окупували нацистські війська, а 25 березня 1944 року вигнано гітлерівських окупантів з Мигалівців.
12 червня 2020 року, відповідно до Розпорядження Кабінету Міністрів України № 707-р «Про визначення адміністративних центрів та затвердження територій територіальних громад Вінницької області», увійшло до складу Барської міської громади.
17 липня 2020 року, в результаті адміністративно-територіальної реформи та ліквідації Барського району, село увійшло до складу Жмеринського району.

## Пам'ятки
У селі є пам'ятки:

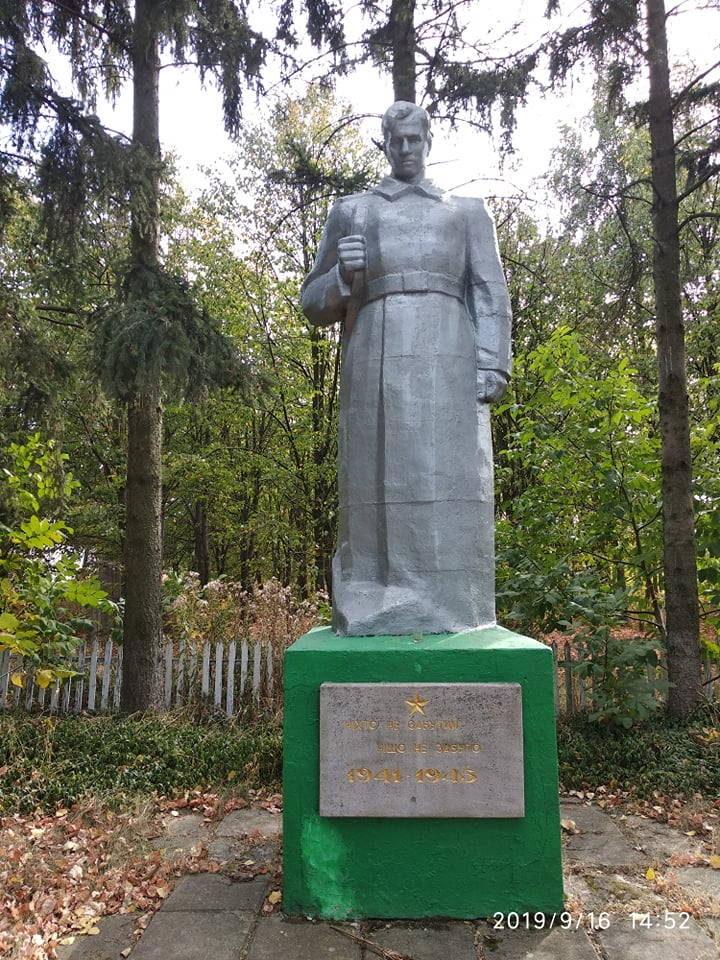
Пам'ятник 126 воїнам-односельчанам, загиблим на фронтах ВВв

- Пам'ятник 126 воїнам-односельчанам, загиблим на фронтах Великої Вітчизняної війни[3], 1970. Пам'ятка розташована біля Будинку культури.

## Відомі люди

### Народилися
Василь Савчук (нар. 1940) — український економіст, педагог.

### Проживали
Павич Віталій Володимирович (24.08.1998 — 15.08.2022) — старший солдат ЗСУ, учасник російсько-української війни.